# Huby-Saint-Leu
Huby-Saint-Leu är en kommun i departementet Pas-de-Calais i regionen Hauts-de-France i norra Frankrike. Kommunen ligger i kantonen Hesdin som tillhör arrondissementet Montreuil. År 2022 hade Huby-Saint-Leu 840 invånare.

## Befolkningsutveckling
Antalet invånare i kommunen Huby-Saint-Leu
| Referens: INSEE |